# Vincey
Vincey és un municipi francès, situat al departament dels Vosges i a la regió del Gran Est. L'any 2007 tenia 2.276 habitants.

## Demografia

### Població
El 2007 la població de fet de Vincey era de 2.276 persones. Hi havia 916 famílies, de les quals 259 eren unipersonals (82 homes vivint sols i 177 dones vivint soles), 262 parelles sense fills, 297 parelles amb fills i 98 famílies monoparentals amb fills.
La població ha evolucionat segons el següent gràfic:
Habitants censats

### Habitatges
El 2007 hi havia 1.000 habitatges, 938 eren l'habitatge principal de la família, 3 eren segones residències i 59 estaven desocupats. 702 eren cases i 295 eren apartaments. Dels 938 habitatges principals, 588 estaven ocupats pels seus propietaris, 336 estaven llogats i ocupats pels llogaters i 14 estaven cedits a títol gratuït; 24 tenien una cambra, 81 en tenien dues, 156 en tenien tres, 248 en tenien quatre i 429 en tenien cinc o més. 644 habitatges disposaven pel capbaix d'una plaça de pàrquing. A 472 habitatges hi havia un automòbil i a 314 n'hi havia dos o més.

### Piràmide de població
La piràmide de població per edats i sexe el 2009 era:
| Homes | Edats   | Dones |
| ----- | ------- | ----- |
| 0     | 95 o +  | 0     |
| 4     | 90 a 94 | 4     |
| 4     | 85 a 89 | 8     |
| 12    | 80 a 84 | 16    |
| 36    | 75 a 79 | 32    |
| 28    | 70 a 74 | 44    |
| 68    | 65 a 69 | 68    |
| 40    | 60 a 64 | 56    |
| 60    | 55 a 59 | 84    |
| 68    | 50 a 54 | 92    |
| 72    | 45 a 49 | 48    |
| 80    | 40 a 44 | 56    |
| 88    | 35 a 39 | 80    |
| 80    | 30 a 34 | 84    |
| 104   | 25 a 29 | 72    |
| 28    | 20 a 24 | 60    |
| 76    | 15 a 19 | 72    |
| 76    | 10 a 14 | 104   |
| 80    | 5 a 9   | 72    |
| 64    | 0 a 4   | 56    |

## Economia
El 2007 la població en edat de treballar era de 1.471 persones, 1.003 eren actives i 468 eren inactives. De les 1.003 persones actives 856 estaven ocupades (493 homes i 363 dones) i 147 estaven aturades (65 homes i 82 dones). De les 468 persones inactives 129 estaven jubilades, 140 estaven estudiant i 199 estaven classificades com a «altres inactius».

### Ingressos
El 2009 a Vincey hi havia 924 unitats fiscals que integraven 2.212,5 persones, la mediana anual d'ingressos fiscals per persona era de 16.094 €.

### Activitats econòmiques
Dels 70 establiments que hi havia el 2007, 6 eren d'empreses extractives, 1 d'una empresa alimentària, 3 d'empreses de fabricació de material elèctric, 5 d'empreses de fabricació d'altres productes industrials, 14 d'empreses de construcció, 17 d'empreses de comerç i reparació d'automòbils, 5 d'empreses de transport, 2 d'empreses d'hostatgeria i restauració, 1 d'una empresa d'informació i comunicació, 4 d'empreses financeres, 4 d'empreses immobiliàries, 2 d'empreses de serveis, 3 d'entitats de l'administració pública i 3 d'empreses classificades com a «altres activitats de serveis».
Dels 21 establiments de servei als particulars que hi havia el 2009, 1 era una oficina de correu, 3 tallers de reparació d'automòbils i de material agrícola, 3 paletes, 2 guixaires pintors, 6 fusteries, 2 lampisteries, 1 electricista, 1 perruqueria i 2 salons de bellesa.
Dels 6 establiments comercials que hi havia el 2009, 1 era una botiga de més de 120 m², 1 una botiga de menys de 120 m², 1 una peixateria, 1 una sabateria, 1 una botiga de mobles i 1 una joieria.
L'any 2000 a Vincey hi havia 9 explotacions agrícoles.

## Equipaments sanitaris i escolars
L'únic equipament sanitari que hi havia el 2009 era una farmàcia.
El 2009 hi havia 1 escola maternal i 2 escoles elementals.

## Poblacions més properes
El següent diagrama mostra les poblacions més properes.